# Mario Ghella
Mario Ghella (Chieri, 23 giugno 1929 – Arenas de San Pedro, 10 febbraio 2020) è stato un pistard e ciclista su strada italiano.
Professionista dal 1949 al 1956, nel 1948 vinse la medaglia d'oro olimpica e il titolo mondiale dilettanti nella velocità.

## Palmarès

### Pista
- 1948

Giochi olimpici, Velocità
Campionati del mondo, Velocità Dilettanti
- 1951

Campionati italiani, Velocità

## Piazzamenti

### Competizioni mondiali
- Campionati del mondo su pista

Amsterdam 1948 - Velocità Dilettanti: vincitore
- Giochi olimpici

Londra 1948 - Velocità: vincitore